# Othello (spel)

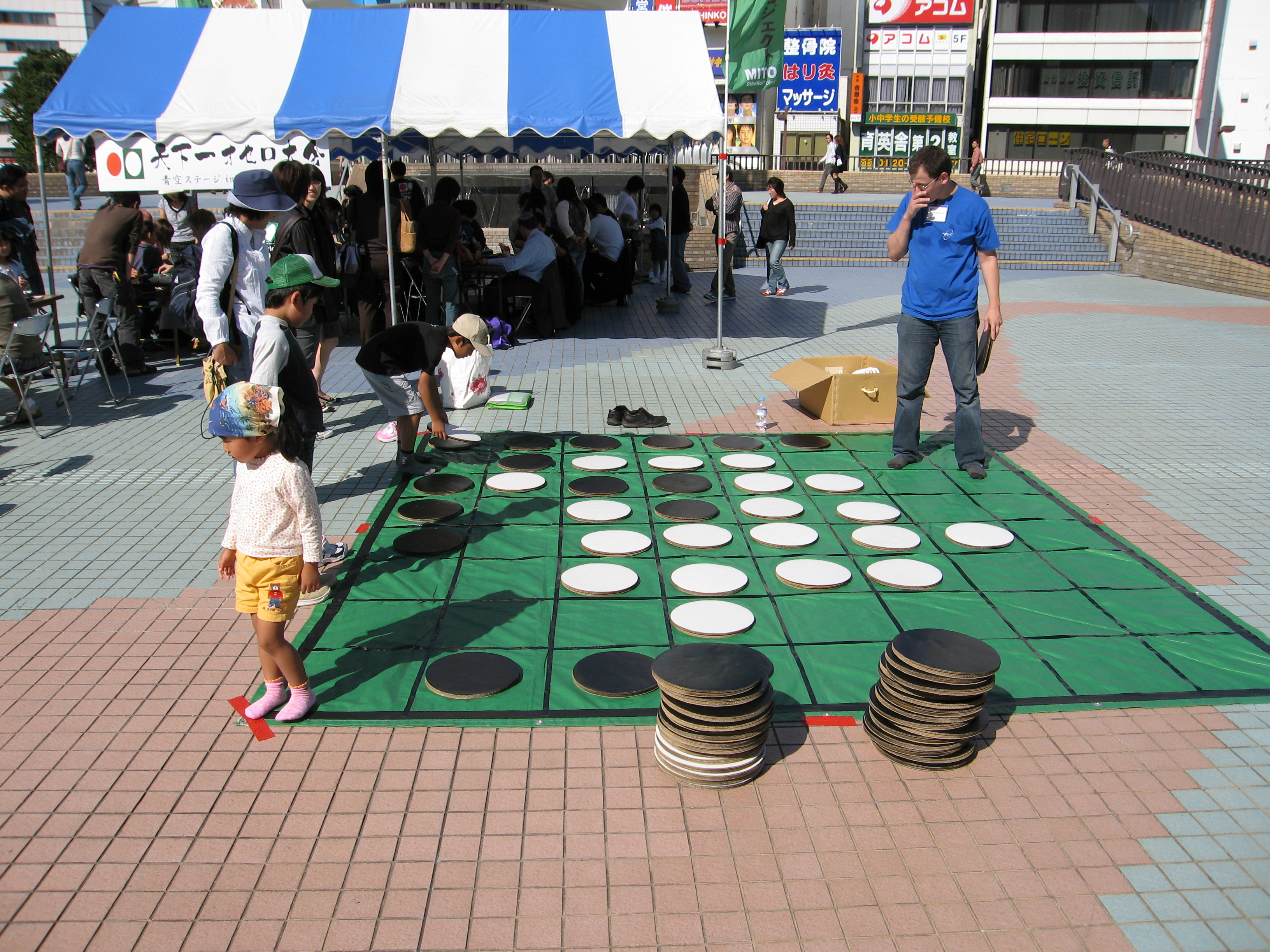
Jätte-othello som spelas på ett torg i Mito dagen efter det trettionde världsmästerskapet i spelet.

Othello är ett brädspel som spelas av två spelare på ett 8x8 rutor stort bräde. Spelbrickorna är oftast runda – ljusa på ena sidan och mörka på den andra.

## Historia
Othello är en utveckling av ett äldre spel, reversi, vars regler först publicerades i London på 1880-talet. Spelen skiljer sig i det att i reversi börjar man med ett tomt bräde, och spelarna får endast använda 32 brickor var (i Othello får man använda motståndarens brickor om ens egna är slut). Det moderna Othellos regler skapades 1971 av japanen Goro Hasegawa (spelet lanserades två år senare, med ett namn inspirerat av William Shakespeares tragedi Othello). Idag används namnen Othello och reversi nära nog synonymt.
Sedan 1977 spelas varje år världsmästerskap i Othello. Hideshi Tamenori från Japan är Othellots gigant med sju vunna världsmästartitlar. I Sverige har svenska mästerskap spelats sedan 1978. Regerande mästare (2016) är Oskar Eklund. Svenska Othelloförbundet grundades 1984. Nils Berner är Sveriges mest kända Othellospelare med åtta SM-titlar och en fjärdeplats i världsmästerskapen 1992.World Othello Federation grundades 2005 i Reykjavik i Island.
Partier spelade från 1977 och det första världsmästerskapet och till idag finns lagrade i Thordatabasen som nu består av närmare 100 000 spelade Othellopartier.

## Spelet
De två sidorna, svart och vit, börjar i mitten på brädet med vardera två marker utlagda diagonalt. Svart gör första draget och lägger då en marker med den svarta sidan uppåt på något av de närliggande fälten så att en vit bricka hamnar mellan den lagda och någon annan av de svarta och "fångar" på så sätt den brickan, och får då vända den så att den blir svart. Därefter är det vits tur enligt samma princip, varefter spelarna turas om tills någon inte längre kan göra fler korrekta drag (dvs fånga minst en motståndarbricka). Spelet slutar när ingen av spelarna kan göra ett korrekt drag, vilket inträffar när brädet är fullt eller när den ena spelaren inte har några brickor kvar på brädet.

## Strategi
En Othellospelare har givetvis fördel av att kunna tänka några drag framåt för att utvärdera vilka drag som kan vara bra eller dåliga. Förutom i slutspelet så måste dock ställningen på något vis kunna utvärderas, eftersom det inte går att hålla alla spelmöjligheter i ett parti i huvudet samtidigt. 
Det finns en bok utgiven om Othellostrategi på svenska - Brian Rose: "Othello - One Minute To Learn... A Lifetime To Master".

### Öppning
För öppningsspelet är det vanligt att spelare lär sig ett antal drag utantill. Ibland kan en spelare välja en teoretiskt ofördelaktig öppning för att den tror att motspelaren inte känner till den väl, och därför kommer att göra ett värre misstag än den själv gjorde genom att välja just den öppningen. I tävlingssammanhang är det vanligt att spelarna går igenom motståndares partier i databaser för att kunna välja en lämplig öppning mot en specifik motspelare. Vanligtvis är det då en öppning som motspelaren inte har spelat särskilt mycket.

### Stabila brickor
Med stabila brickor menas de brickor som inte ens teoretiskt går att vända. En hörnbricka är till exempel alltid stabil. Eftersom hörnbrickorna är stabila är det ofta ofördelaktigt att göra ett drag som ger motspelaren tillgång till ett hörn. De rutor som diagonalt gränsar till hörnrutorna kallas för x-rutor, och där brukar de flesta erfarna spelare undvika att spela i början av partier eftersom det nästan automatiskt ger motspelaren en tillgång till hörnet senare i partiet.

### Mobilitet
Med mobilitet menas i Othello det antal möjliga drag som en spelare har. En spelare eftersträvar vanligtvis att maximera sin egen mobilitet och att minimera motspelarens mobilitet. För att maximera sin mobilitet är det vanligt att spela "tysta drag", det vill säga drag som inte vänder några brickor som gränsar till tomma rutor.

### Paritet
Den spelare som får göra det sista draget i ett visst område av brädet sägs ha paritet i den regionen. Den som spelar sist i ett område är den sista att vända brickor där och vinner på så vis ett antal brickor. Om ingen spelar står över ett drag så har vit spelare paritet. Ett sätt för svart att få paritet är att se till att det skapas ett område med udda antal tomma rutor där vit inte kan spela.